# Curt Goldmann
Curt Goldmann (* 24. Juli 1870 in Berlin; † 8. Oktober 1952 in Halle, Saale) war ein deutscher Dirigent und Komponist.

## Leben
Goldmann war Dirigent des Orchester-Vereins in Leipzig. 1935 wurde er Mitglied der Jüdischen Gemeinde Leipzig. Er lebte in Bad Düben, Krippehna und Halle (Saale). Außerdem war er Komponist (ca. 30 Pseudonyme) für Lied- und Klaviermusik. 1949 wurde er als Opfer des Faschismus anerkannt.

## Pseudonyme
Anatole Bernard; H. Biedermann; Bill-Bill; Tristan Cesterton; Manuel Conchas; José Cortes; C. Curtius; Curt Döring; Alfonso Estrello; Charles Fleuron; Curt Fröhlich; Meacham Gold; Juan Gomez; Pablo Santacruz; Kurt Wehrmann; Th. Wilson; Frank Young; Wiliam Young